# Glossopsitta
Glossopsitta is een monotypisch geslacht van vogels uit de familie Psittaculidae (papegaaien van de Oude Wereld) en de groep van de lori's. De soort is endemische in Australië. De enige soort:
- Glossopsitta concinna – Muskusparkiet